# Krötenmühle (Bad Steben)
Krötenmühle ist ein Gemeindeteil des Marktes Bad Steben im Landkreis Hof (Oberfranken, Bayern). Krötenmühle  liegt in der Gemarkung Carlsgrün.

## Geografie
Die Einöde liegt direkt an der nördlich verlaufenden Landesgrenze zu Thüringen an der Thüringischen Muschwitz im gleichnamige Naturschutzgebiet. Ein Anliegerweg führt nach Carlsgrün zur Kreisstraße HO 29 (1,4 km südlich). Sie ist auch erreichbar über verschiedene Wanderwege, darunter auch der Lehrpfad Geologie und Bergbau, der bis zum Friedrich-Wilhelm-Stollen führt. Etwa 200 Meter westlich von Krötenmühle gibt es einen Pikrit-Aufschluss, der als Geotop ausgezeichnet ist.

## Geschichte
Krötenmühle gehörte zur Realgemeinde Carlsgrün. Gegen Ende des 18. Jahrhunderts bestand Krötenmühle aus zwei Anwesen (1 Mühle, 1 Tropfhaus). Die Hochgerichtsbarkeit sowie die Grundherrschaft über die beiden Anwesen hatte das bayreuthische Kasten- und Richteramt Lichtenberg.
Von 1797 bis 1810 unterstand Krötenmühle dem Justiz- und Kammeramt Naila. Infolge des Ersten Gemeindeedikts wurde Krötenmühle dem 1812 gebildeten Steuerdistrikt Untersteben und der zugleich entstandenen Ruralgemeinde Carlsgrün zugewiesen. Im Zuge der Gebietsreform in Bayern wurde Krötenmühle am 1. April 1971 nach Bad Steben eingemeindet.

### Baudenkmäler
- Haus Nr. 2:  Der heutige Bau mit charakteristischem Halbwalmdach stammt aus dem Jahr 1827.[7] Sie wurde eine Zeit lang als Gaststättenbetrieb genutzt.[8]

### Einwohnerentwicklung
| Jahr      | 1819  | 1861   | 1871   | 1885   | 1900   | 1925   | 1950   | 1961   | 1970   | 1987   | 2013 |
| Einwohner | *     | 9      | 5      | 9      | 7      | 12     | 9      | 9      | 2      | 1      | 4    |
| Häuser    |       |        |        | 1      | 1      | 2      | 2      | 2      |        | 2      |      |
| Quelle    | [ 5 ] | [ 10 ] | [ 11 ] | [ 12 ] | [ 13 ] | [ 14 ] | [ 15 ] | [ 16 ] | [ 17 ] | [ 18 ] |      |

## Religion
Krötenmühle ist evangelisch-lutherisch geprägt und bis heute nach St. Walburga (Untersteben) gepfarrt (seit 1910 ist die Lutherkirche (Bad Steben) die Hauptkirche).